# Заречный (Урицкий район)
Заречный — посёлок в Урицком районе Орловской области России. 
Административный центр  Котовского сельского поселения в рамках организации местного самоуправления и административный центр  Котовского сельсовета в рамках административно-территориального устройства.

## География
Расположен в 1,5 км к северо-востоку от границы райцентра, посёлка городского типа Нарышкино, и в 22 км к западу от центра города Орёл.

## Население
| 1959 | 2002 | 2010 |
| ---- | ---- | ---- |
| 6450 | ↘158 | ↗164 |

Согласно результатам переписи 2002 года, в национальной структуре населения русские составляли 97 % от жителей.